# 清溪乡 (会昌县)
清溪乡，是中华人民共和国江西省赣州市会昌县下辖的一个乡镇级行政单位。

## 行政区划
清溪乡下辖以下地区：
清溪社区、清溪村、半岭村、青峰村、高坑村和密坑村。